# 夕陽のガンマン
『夕陽のガンマン』（伊: Per qualche dollaro in più、英: For a Few Dollars More、原題の意味は「もう数ドルのために」）は、1965年のイタリア制作の西部劇である。監督はセルジオ・レオーネ、出演はクリント・イーストウッド、リー・ヴァン・クリーフ、ジャン・マリア・ヴォロンテ。他にドイツ人俳優クラウス・キンスキーも悪役で出演している。

## 概要
日本とアメリカでは1967年に公開され、「ドル箱三部作」の第2作目に当たる。
『荒野の用心棒』のイタリアでの大ヒットで実力を認められたレオーネが、前作を大幅に上回る予算を与えられて製作した作品である。本作品でレオーネは独自の演出スタイルを確立、名実共にマカロニ・ウェスタンの巨匠と目されるようになった。
1967年公開のマカロニ・ウェスタンに『新・夕陽のガンマン/復讐の旅』（原題：Da uomo a uomo）という作品があるが本作及び『続・夕陽のガンマン』とは一切関係ない作品である。

## ストーリー
賞金稼ぎのダグラス・モーティマー大佐は、1,000ドルの賞金首を仕留めるが、保安官事務所で10,000ドルの賞金が賭けられたインディオ一味が近くにいることを小耳にはさむ。
ちょうど2,000ドルの賞金首を仕留めた賞金稼ぎのモンコ（名無しの男）もインディオ一味を狙っており、モーティマーはモンコと組んで一味の賞金を山分けすることにする。一味は、顔馴染みの悪党グロッギーと共にエルパソ銀行を襲撃しようと企んでいた。
モーティマーはインディオの情報を得るため、モンコを一味に潜入させようとする。モンコは刑務所から一味の仲間を脱獄させた恩を売って一味に加わる。インディオは保安官をまくために、モンコたちに別の銀行を襲撃するように命令するが、モンコは途中で彼の手下を殺し、保安官たちにエルパソ銀行が襲撃されることを知らせる。しかし、保安官たちが到着する前にインディオは銀行の金庫を奪って逃走していた。
作戦が失敗したことで、モンコはモーティマーと手を切ろうとするが、モーティマーはモンコを説得して、インディオを誘い込んで挟み撃ちにしようと持ちかける。モンコはモーティマーを出し抜くため、インディオを違う場所に誘い込もうとするが、警戒心の強いインディオは別の方角に逃亡する。しかし、そこには二人の考えを見抜いたモーティマーがいた。
モンコとモーティマーは一味から金を奪い取ろうとするが、正体がバレて捕まりリンチを受ける。インディオは二人を殺して銀行襲撃犯に仕立て上げようとするが、その夜に彼の命を受けたニーニョによって二人は脱走する。
インディオは手下たちに二人を追わせて金を独り占めしようとするが、グロッギーに見抜かれてしまい、ニーニョは殺されてしまう。二人を追跡した手下たちは全員返り討ちにあい、インディオはモーティマーから勝負を挑まれる。実はモーティマーの妹夫婦はインディオに殺されており、彼は復讐のためにインディオを追っていた。
インディオは不意を突いてモーティマーを殺そうとするがモンコに阻止され、一騎打ちの末にモーティマーに射殺される。復讐を果たしたモーティマーは、一味の賞金をモンコに全て譲り、その場を立ち去る。モンコは生き残っていたグロッギーを射殺して、インディオ一味の死体を乗せた荷馬車と共に去っていく。

## キャスト

### 主演
- クリント・イーストウッド - モンコ（「名無しの男」、"モンコ"の意味はスペイン語で「片腕/不具者」）

賞金稼ぎ。キャバノーという2000ドルの獲物を瞬く間にしとめた腕利き。利害の一致からモーティマーと組む。
- リー・ヴァン・クリーフ - ダグラス・モーティマー大佐

賞金稼ぎ。眼光の強さで他者を圧倒する威圧感を持つ。実は妹の復讐のためにインディオを狙っている。ガイという1000ドルの獲物をしとめた腕利き。利害の一致からモンコと組む。
- ジャン・マリア・ヴォロンテ - エル・インディオ

凶悪犯の賞金首。賞金額は1万ドルだが後に2万ドルに上がる。銀行を襲撃する計画を立てている。残忍かつ狡猾で自分の利益のためなら味方も犠牲にする。いつもマリファナ煙草を吸っている麻薬中毒者でもあり、その影響からか感情の起伏が激しい。モーティマーの妹を暴行し、その夫を殺害した過去がある。

### ギャング
- マリオ・ブレガ - ニーニョ

インディオの部下。
- ルイジ・ピスティッリ - グロッギー

インディオの部下。頭が冴えている。
- アルド・サンブレル - クチーリオ

インディオの部下。
- クラウス・キンスキー - ワイルド

賞金額は2000ドル。
- ベニート・ステファネリィ - ヒューイ（別名ルーク）
- ルイス・ロドリゲス - マヌエル
- パノス・パパドプロス - サンチョ・ペレス
- ウェルナー・アブロラット - スリム（クレジットなし）
- エドアルド・ガルシア - ファウスト（クレジットなし）
- エンリケ・サンティアゴ - ミゲル（クレジットなし）
- アントニオ・モリーノ・ロホ - フリスコ（クレジットなし）
- フランク・ブラナ - ブラッキー（クレジットなし）
- ホセ・カナレハス - チコ（クレジットなし）
- ナサレノ・ナタレ - パコ（クレジットなし）

### その他のキャラクター
- ダンテ・マジオ - インディオと同じ刑務所の囚人、元大工
- ディアナ・ラビト - キャラウェイの女
- ショパンニ・タラロ - サンタ・クルスの電信技士
- ヨゼフ・エッガー - 地獄耳の老人
- ロレンツォ・ロブレド - インディオを裏切った男
- マラ・クルップ - メアリー、ホテルの主人の妻
- マリオ・メニコニ - 車掌
- ロベルト・カマディエル - 駅の店員
- セルジオ・メンディサバル - トゥーカムケアリの銀行支店長
- トーマス・ブランコ - トゥーカムケアリの保安官
- ローズマリー・デクスター - モーティマーの妹（クレジットなし）
- ピーター・リー・ローレンス - モーティマーの義弟（クレジットなし）

### 日本語吹き替え
| 役名                         | 俳優                       | 日本語吹替 | 日本語吹替                                               |
| 役名                         | 俳優                       | NETテレビ版 （完声版追録部分） | DVD版                                                    |
| ---------------------------- | -------------------------- | --- | -------------------------------------------------------- |
| 名無しの男(モンコ)           | クリント・イーストウッド   | 山田康雄 （多田野曜平） | 山路和弘                                                 |
| ダグラス・モーティマー大佐   | リー・ヴァン・クリーフ     | 納谷悟朗 | 有川博                                                   |
| エル・インディオ             | ジャン・マリア・ヴォロンテ | 小林清志 | 谷口節                                                   |
| ニーニョ                     | マリオ・ブレガ             | 田中康郎 （中村浩太郎） |                                                          |
| グロッギー                   | ルイジ・ピスティッリ       | 大塚周夫 | 廣田行生                                                 |
| ワイルド                     | クラウス・キンスキー       | 内海賢二 （木村雅史） | 原康義                                                   |
| クチーリオ                   | アルド・サンブレル         | 寺島幹夫 | 星野充昭                                                 |
| サンチョ・ペレス             | パノス・パパドプロス       | 雨森雅司 |                                                          |
| トゥーカムケアリの保安官     | トーマス・ブランコ         | 北村弘一 （小形満） |                                                          |
| ブラッキー                   | フランク・ブラナ           | 今西正男 |                                                          |
| レッド・カヴァナフ           | ホセ・マルコ               | 緑川稔 |                                                          |
| 地獄耳の老人                 | ヨゼフ・エッガー           | - （駒谷昌男） | 宝亀克寿                                                 |
| トゥーカムケアリの銀行支店長 | セルジオ・メンディサバル   | - （小形満） | 谷昌樹                                                   |
| エル・パソ銀行の支店長       | カルロ・シミ               | - （中村浩太郎） | 堀之紀                                                   |
| その他声の出演               | その他声の出演             | 野沢雅子 槐柳二 富田耕生 寄山弘 大宮悌二 西山連 飯塚昭三 村越伊知郎 清川元夢 石森達幸 木原規之 渡辺典子 鈴木れい子 完声版追録部分 藤吉浩二 荻野晴朗 東條加那子 瑚海みどり 鍋井まき子 | 樋渡宏嗣                                                 |
| 日本語版制作スタッフ         |                            | |                                                          |
| 演出                         |                            | 小林守夫 （伊達康将） |                                                          |
| 翻訳                         | 宍戸正（字幕翻訳）         | 鈴木導 | 鈴木導                                                   |
| 効果                         |                            | TFCグループ |                                                          |
| 調整                         |                            | 前田仁信 |                                                          |
| 解説                         |                            | 淀川長治 |                                                          |
| 製作                         |                            | 東北新社 |                                                          |
| 初回放送 発売日              |                            | 1973年4月8日 『日曜洋画劇場』 21:00-23:30（拡大放送） 正味約120分 日本語吹替完声版 2009年12月16日発売 「夕陽コレクターズBOX」初収録                                                  | 2004年11月5日発売 「アルティメット・エディション」初収録 |

※2009年12月11日、セルジオ・レオーネ監督の生誕80周年を記念して『夕陽のガンマン』『続・夕陽のガンマン』、『夕陽のギャングたち』を収録した6枚組のDVDセットが日本で発売された。「セルジオ・レオーネ 生誕80周年記念 夕陽コレクターズBOX -日本語吹替完声版- 」と題され、『夕陽のガンマン』、『続・夕陽のガンマン』はテレビ放送でカットされた部分の吹き替えが追加収録されている。イーストウッドの吹き替えは逝去した山田康雄の代わりに多田野曜平が担当し、それ以外の主要な役は納谷、小林、大塚らテレビ版のオリジナルキャストが再び声を当てている（「夕陽のガンマン アルティメットエディション」および「日本語完声版」に収録されているテレビ版の音声は初回放送時の最長版ではなく、2時間枠での放送時にそれを更にカットしたものである）。「日本語完声版」に収録された「日本語吹替完声版」は前述の短縮版に吹替の存在しないシーン約40分を追加収録したもの（当初は初回放送版の予定であったが、視聴者からの一般公募でも見つからなかったため）。BDには前述の短縮版吹替（パッケージには約111分と表記されているが、実際はさらに短い）と「日本語吹替完声版」がDVD版吹替と共に収録されている。

## 製作
映画の大部分はスペインのアルメリア地方で撮影された。カルロ・シーミは本作品の撮影に当たり、“エル・パソ”の町並みのセットを砂漠に作り上げた。当時のセットは現存し、ミニ・ハリウッドと呼ばれる観光名所になっている。
エル・インディオを演じたジャン・マリア・ヴォロンテのキャリアは舞台から始まっており、彼の演技は映画のキャラクターとしては大げさに過ぎるとして、レオーネは撮影中ヴォロンテに何度も抑えた演技をするように要請したと言われている。

## 音楽
『荒野の用心棒』に引き続き音楽を担当したのはエンニオ・モリコーネである。レオーネは直接彼に音楽の指示をし、撮影前に完成したものもある。
| 全作詞・作曲: エンニオ・モリコーネ。 |                                |                      |                      |      |
| #                                    | タイトル                       | 作詞                 | 作曲・編曲           | 時間 |
| 1.                                   | 「La Resa Dei Conti」          | エンニオ・モリコーネ | エンニオ・モリコーネ | 3:06 |
| 2.                                   | 「Osservatori Osservati」      | エンニオ・モリコーネ | エンニオ・モリコーネ | 2:01 |
| 3.                                   | 「Il Vizio Di Uccidere」       | エンニオ・モリコーネ | エンニオ・モリコーネ | 2:24 |
| 4.                                   | 「Il Colpo」                   | エンニオ・モリコーネ | エンニオ・モリコーネ | 2:21 |
| 5.                                   | 「Addio Colonnello」           | エンニオ・モリコーネ | エンニオ・モリコーネ | 1:44 |
| 6.                                   | 「Per Qualche Dollaro In Più」 | エンニオ・モリコーネ | エンニオ・モリコーネ | 2:50 |
| 7.                                   | 「Poker D'Assi」               | エンニオ・モリコーネ | エンニオ・モリコーネ | 1:15 |
| 8.                                   | 「Carillon」                   | エンニオ・モリコーネ | エンニオ・モリコーネ | 1:10 |

## 作品解説
- 日本で発売されている『夕陽のガンマン』はすべてアメリカ版である。そのためイタリアの原版とは微妙に違っている。
- 主人公のあだ名はモンコ（Manco）であり、スペイン語で「片腕」。このあだ名の由来は、彼が銃を撃つときと馬に乗るとき以外決して右腕を使わないことである。
- イタリアには本作のパロディ映画『Per qualche dollaro in meno』（英語: For a Few Dollars Less、日本語: 夕陽のギンコーマン、原題を直訳すると「より少ないドルのために」）がある。
- 本作をベースにしたパチンコ『CR夕陽のガンマン 荒野の仕掛人』がオリンピアから発売されている。モンコの声は山田康雄の死後にクリント・イーストウッドの吹き替えを数多く担当している野沢那智が演じている。